# Iwan Salabaschew

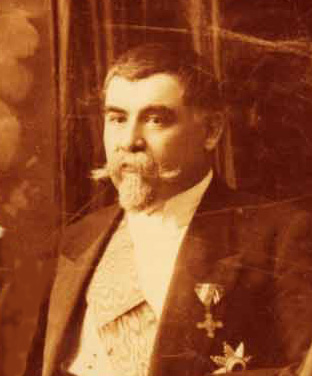
Iwan Salabaschew 1910

Iwan Petrow Salabaschew (bulgarisch Иван Петров Салабашев; * 7. Januarjul. / 19. Januar 1853greg. in Eski Saara, Osmanisches Reich; † 14. Juni 1924 in Sofia) war ein bulgarischer Mathematiker und Politiker. Von 1888 bis 1890, 1892 bis 1894 und 1908 bis 1910 war er in den Regierungen Stambolow sowie Malinow I dreimal Finanzminister, 1892 für einige Monate auch Justizminister seines Landes.

## Leben und Beruf
Iwan wurde in einer Honoratiorenfamilie geboren und absolvierte nach einigen Schuljahren in Stara Sagora von 1870 bis 1872 das Gymnasium in Tábor. Durch Unterstützung seines Rektors erlangte er dabei die behördliche Erlaubnis, gleichzeitig zwei Klassen zu absolvieren. Mit seinen mathematischen Fähigkeiten beeindruckte er Lehrer und Mitschüler. Anschließend studierte er bis 1876 Mathematik am Prager Polytechnikum und veröffentlichte Beiträge in der Zeitschrift der Tschechischen Mathematischen Gesellschaft. Seine dortige Abschlussarbeit gilt heute als erster bulgarischer wissenschaftlicher Text zur Mathematik überhaupt. Schon in Tabor hatte Salabaschew Kontakt zu bulgarischen Revolutionären wie Angel Kantschew gefunden, mit Ljuben Karawelow bestand enger Briefkontakt. 1876 wollte er auf serbischer Seite als Kriegsfreiwilliger am serbisch-osmanischen Krieg teilnehmen, verließ Serbien jedoch aus Enttäuschung über die dortige Haltung gegenüber den bulgarischen freiwilligen bald wieder. Anschließend war er bis 1879 Lehrer am damals für die höhere Schulbildung der Bulgaren sehr wichtigen Gymnasium in Bolhrad in der heutigen Ukraine.
Nach der Befreiung Bulgariens von der osmanischen Herrschaft arbeitete Salabaschew zunächst in der Verwaltung der autonomen Provinz Ostrumelien in Plowdiw, bevor er sich ab 1884 für einige Jahre als Rosenöl-Händler in Kasanlak niederließ. Von 1881 bis 1885 war Salabaschew nebenbei auch Redakteur der Zeitschrift Наука (Wissenschaft) und der Zeitung Южна България (Südbulgarien), in denen auch zahlreiche eigene Artikel erschienen. Salabaschew wurde damals auch Mitglied der Bulgarischen Literarischen Gesellschaft, aus der 1911 die Bulgarische Akademie der Wissenschaften hervorging.

## Politische Karriere
In Plowdiw trat Salabaschew der neugegründeten Liberalen Partei Ostrumeliens bei, die nach der Vereinigung dieser Provinz mit Bulgarien 1885 in der Nationalliberalen Partei aufging. Er wurde Kanzleichef im Direktorat für Volksbildung (heute etwa: Staatssekretär im Bildungsministerium) und arbeitete in dieser Funktion eng mit Konstantin Jireček beim Aufbau eines gleichartigen Schulwesens im Fürstentum Bulgarien und Ostrumelien zusammen. Im Herbst 1879 wurde er zum Mitglied der Provinzialversammlung gewählt. später wurde er zum Richter am Obersten Gericht der Provinz berufen, schließlich war er von April 1882 bis August 1884 Direktor der Justizverwaltung (heute etwa: Justizminister) und so eines der wichtigsten Parteimitglieder, wenngleich ohne Parteiamt. Drei Jahre nach der Vereinigung mit Bulgarien wurde er 1888 erstmals Finanzminister Bulgariens. Während in seinen ersten beiden Amtszeiten die Finanzierung des Eisenbahnbaus den Schwerpunkt seiner Tätigkeit bildete, waren zuletzt die Sanierung des chronisch defizitären Staatshaushaltes sowie die Verringerung der Abhängigkeit Bulgariens von ausländischen Krediten und der damit verbundenen ausländischen politischen Einflussnahme die wichtigste Aufgabe Salabaschews, der diese durch eine „Schaukelpolitik“ z. B. zwischen französischen und österreich-ungarischen Banken zu erfüllen suchte. In seiner zweiten Amtszeit erfolgte der Übergang Bulgariens zum Goldstandard, während seiner dritten Amtszeit als Minister führte er auch die Verhandlungen mit der osmanischen Regierung über die finanziellen Folgen der vollständigen bulgarischen Unabhängigkeit.
In der VI., VII., XI. und XIII. Wahlperiode gehörte Salabaschew zwischen 1888 und 1908 der Nationalversammlung an und wechselte 1903 zur neu entstandenen Demokratischen Partei.
Nach dem Ausscheiden aus dem Ministeramt wurde Salabaschew im September 1910 als Bevollmächtigter Minister an den Hof Kaiser Franz Joseph I. entsandt und blieb auf diesem Wiener Posten über Kriege, Revolution und Staatsauflösung hinweg bis kurz vor seinem Tod 1924.

## Sonstiges
Salabaschew war begeisterter Schachspieler und setzte sich auch in seinen öffentlichen Ämtern für eine Verbreitung dieses Spieles ein. 1898 war er Mitbegründer und erster Präsident der bulgarischen Physisch-Mathematischen Gesellschaft. Die erste bulgarische Übersetzung des Romans Reise um die Erde in 80 Tagen Jules Vernes stammt ebenfalls von Salabaschew.
Seit 1992 findet in Stara Sagora zum Gedenken an ihn alljährlich ein landesweites mathematisches Turnier für Schüler statt.